# Bruno Correa
Bruno Correa (sinh ngày 22 tháng 3 năm 1986) là một cầu thủ bóng đá người Brasil.

## Sự nghiệp câu lạc bộ
Bruno Correa đã từng chơi cho Shonan Bellmare.